# Ellipsopleurostomella
Ellipsopleurostomella es un género de foraminífero bentónico considerado un sinónimo posterior de Ellipsopolymorphina la subfamilia Ellipsoidininae, de la familia Ellipsoidinidae, de la superfamilia Pleurostomelloidea, del suborden Buliminina y del orden Buliminida. Su especie tipo era Ellipsopleurostomella schlichti. Su rango cronoestratigráfico abarca desde el Daniense (Paleoceno inferior) hasta el Calabriense (Pleistoceno medio).

## Discusión
Clasificaciones previas incluían Ellipsopleurostomella en la subfamilia Pleurostomellinae de la familia Pleurostomellidae, y en el suborden Rotaliina del orden Rotaliida.

## Clasificación
Ellipsopleurostomella incluía a las siguientes especies:
- Ellipsopleurostomella oligocenica †
- Ellipsopleurostomella pleurostomella †
- Ellipsopleurostomella rostrata †
- Ellipsopleurostomella russitanoi †, aceptado como Ossaggittia russitanoi
- Ellipsopleurostomella schlichti †
- Ellipsopleurostomella stewarti †